# Дюрер, Эндрес
Эндрес Дюрер (нем. Endres Dürer, или Andreas Dürer, Andreas Thuerer, Andreas Turer, Enndres Turer; 25 апреля 1484, Нюрнберг — 21 апреля 1555, там же) — немецкий ювелир, младший брат художника и графика Альбрехта Дюрера.

## Биография
Эндрес Дюрер был сыном нюрнбергского ювелира Альбрехта Дюрера Старшего и его жены Барбары. С 1497 года он начал работать ювелиром, хотя сведений об этом нет, но предполагается, что обучался он в мастерской своего отца. Нет сведений и о том, учился ли он только у отца или продолжил своё образование у другого нюрнбергского ювелира. Неизвестно, совершил ли он по окончании обучения традиционное странствие (нем. Wanderjahre), во время которого подмастерье перенимал навыки у мастеров из других местностей. Известно лишь, что в 1502 году он жил в Нюрнберге, где, возможно, взял на себя управление мастерской своего недавно умершего отца. Вероятно, около 1511 года он побывал в Италии, так как в течение этого года один из братьев художника Альбрехта Дюрера (Эндрес или Ханс) жил там. В 1514 году имя мастера Эндреса впервые появляется в списке нюрнбергских ювелиров. В 1530 году Эндрес получил часть наследства своего покойного брата Альбрехта. Задокументировано его посещение Кракова в 1532 году, где он, возможно, жил со своим братом Хансом. Два года спустя он вернулся в Нюрнберг, а в 1538 году вновь появился в Кракове, где занимался урегулированием дел своего покойного брата Ганса, в том числе оплачивал его долги. В 1540 году, получив бо́льшую часть наследства своей невестки Агнесы, в том числе и многочисленные предметы из личного имущества своего брата Альбрехта, стал довольно состоятельным горожанином.
Ювелирные работы Эндреса утрачены, в том числе двойной сосуд (Doppelscheuer), выполненный им на звание мастера. Попытки приписать ему кубок, хранящийся в Музее декоративного искусства в Будапеште (инв. №: E 61,8), носят чисто гипотетический характер и не имеют документальных подтверждений.
Эндрес Дюрер был женат на вдове Урсуле Хирнхофер, у которой были две дочери от первого брака — Анна и Констанция.
Эндреса Дюрера, по крайней мере дважды, портретировал его брат Альбрехт. Оба рисунка — один выполнен серебряным штифтом, другой пером и чернилами — созданы в 1514 году и хранятся в венской галерее Альбертина (инв. № 3137 и 3138 (Endres Dürer im verlorenen Profil)). Возможно, Альбрехт рисовал своего младшего брата в связи с получением последним звания мастера. Некоторые исследователи атрибутировали два мужских живописных портрета (ныне находящиеся в Будапештском музее изобразительных искусств, инв. № 142, и мюнхенской Старой пинакотеке, инв. № 694) авторства Альбрехта Дюрера как портреты Эндреса.